# Sankt Nikolaj Sogn (Svendborg Kommune)
 For alternative betydninger, se Sankt Nikolaj Sogn. (Se også artikler, som begynder med Sankt Nikolaj Sogn)
Sankt Nikolaj Sogn er et sogn i Svendborg Provsti (Fyens Stift).
Sankt Nikolaj Sogn lå i Svendborg Købstad. Den hørte geografisk til Sunds Herred i Svendborg Amt og blev ved kommunalreformen i 1970 kernen i Svendborg Kommune.
I Sankt Nikolaj Sogn ligger Sankt Nikolaj Kirke.